# Carretera Zuya-Valmaseda
La carretera que une los municipios de Zuya (Álava) y Valmaseda (Vizcaya), al discurrir por tres provincias distintas, recibe tres nomenclaturas diferentes: el tramo alavés se conoce como  A-624 , el burgalés como  CL-620  y el vizcaíno como  BI-624 . Se trata de una carretera convencional que pertenece a la red básica en los tres territorios por los que transita. Comienza al oeste de Amézaga de Zuya, en la salida 21 de la  N-622 , y tras salvar el puerto de Altube, continúa hacia Amurrio, donde se cruza con la  A-625 . Después de atravesar Amurrio y Arceniega, se adentra brevemente en la provincia de Burgos por el alto de los Heros y alcanza Vizcaya justo antes de desembocar en la  BI-636  al sur de Valmaseda.
Antes de la transferencia de las carreteras comarcales a las comunidades autónomas y diputaciones forales, esta carretera conformó junto con la carretera Valmaseda-Gibaja y la  N-622  la antigua comarcal  C-6210 , que comunicaba Vitoria con Ramales de la Victoria.

## Trazado
| Velocidad                  | Esquema | Carretera que enlaza                                             |
| -------------------------- | ------- | ---------------------------------------------------------------- |
|                            |         | BI-636 Bilbao - Villasana - Villarcayo - Reinosa                 |
|                            |         | Valmaseda                                                        |
|                            |         | Línea 790 de ADIF                                                |
|                            |         |                                                                  |
|                            |         | Antuñano                                                         |
|                            |         | Orrantia                                                         |
|                            |         | Arza San Pelayo                                                  |
|                            |         |                                                                  |
|                            |         | Santa Coloma                                                     |
| Alto de los Heros (372 m)  |         |                                                                  |
|                            |         | Arceniega A-2602 Villasana de Mena - Valle de Losa - Traspaderne |
|                            |         | Arceniega A-2604 Gordejuela - Sodupe                             |
|                            |         | A-3634 Llanteno                                                  |
|                            |         | A-3630 Retes de Llanteno - Añes                                  |
|                            |         | Menagaray                                                        |
|                            |         | Túnel de Menagaray                                               |
|                            |         | Menagaray A-4620 Beotegui                                        |
|                            |         | Ibagüen A-3641 Oquendo                                           |
|                            |         | A-3626 Quejana                                                   |
|                            |         | Respaldiza A-3622 Luyando A-3624 Zuaza                           |
|                            |         | A-3618 Izoria - Maroño A-3620 Murga - Pol. Ayala                 |
|                            |         | A-4610 Izoria                                                    |
|                            |         | Amurrio                                                          |
|                            |         | A-625 Orduña - Llodio - Bilbao                                   |
|                            |         | Larrimbe                                                         |
|                            |         | A-4601 Berganza - Lezama                                         |
|                            |         | A-3616 Berganza - Lezama                                         |
|                            |         | A-4423 Inoso                                                     |
| Alto de las Chozas (424 m) |         |                                                                  |
|                            |         | A-2522 Orozco - Llodio                                           |
|                            |         | AP-68 Vitoria - Burgos - Zaragoza                                |
|                            |         | Puerto de Altube (638 m)                                         |
| Altube                     |         |                                                                  |
|                            |         | N-622 Vitoria - AP-68                                            |
|                            |         | A-3600 Amézaga - Murguía                                         |